# Gabriela Rivera
María Gabriela Rivera Corado (* 22. Dezember 2001) ist eine guatemaltekische Tennisspielerin.

## Karriere
Rivera spielt seit ihrem elften Lebensjahr Tennis und bevorzugt Hartplätze. Sie spielt überwiegend ITF-Jugendturniere und nationale Turniere. Auf der WTA Tour hat sie noch nicht gespielt.
2016 erhielt Rivera ein Stipendium der ITF für eine Turnierserie in Mittelamerika.
Im Juni 2017 sicherte sie sich den Titel bei den Junior International Tennis Championships (JITIC) Regional U-18 de Tenis 2017 auf Trinidad und Tobago.
Im Jahr 2018 spielte Rivera erstmals für die guatemaltekische Billie-Jean-King-Cup-Mannschaft; ihre Billie-Jean-King-Cup-Bilanz weist bislang 7 Siege bei 6 Niederlagen aus.

## Turniersiege

### Einzel
| Nr. | Datum              | Turnier | Kategorie | Belag     | Finalgegnerin | Ergebnis    |
| --- | ------------------ | ------- | --------- | --------- | ------------- | ----------- |
| 1.  | 25. September 2022 | Cancún  | ITF W15   | Hartplatz | Salma Ewing   | 4:1 Aufgabe |